# Parseiergroep

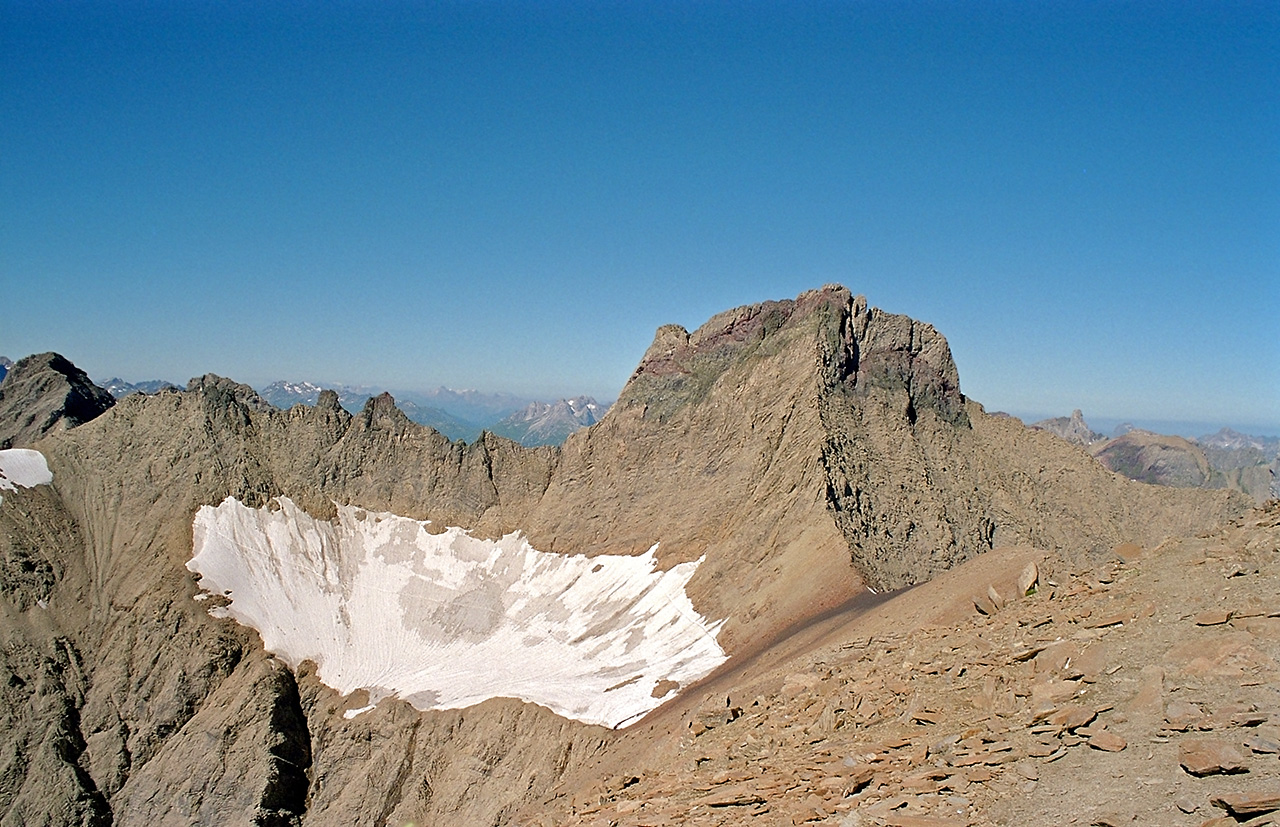
De Parseierspitze is de hoogste top van de Parseiergroep

De Parseiergroep (Duits: Parseiergruppe) is een van de negen subgroepen waarin de Oostenrijkse Lechtaler Alpen worden onderverdeeld.
De Parseiergroep is een van de kleinere van deze subgroepen en is gelegen ten noordwesten van Landeck, ingeklemd tussen de Freispitzgroep in het westen en de Medriol-, Roßkar- en Grießtalgroep in het oosten. De gehele groep ligt in de deelstaat Tirol. De groep herbergt de hoogste top van de Lechtaler Alpen, de 3036 meter hoge Parseierspitze, tevens de enige drieduizender van dit gebergte. Vanwege de compactheid van het gebergte hier zijn er relatief veel toppen en zijn er bovendien vanwege de relatief grote hoogte overblijfselen van gletsjers te vinden. De Parseiergroep is opgebouwd uit ongeveer alle gesteenten die gevonden worden in de Lechtaler Alpen, met name uit dolomiet, maar ook uit kalksteen en mergel.
In de Parseiergroep ligt op 2289 meter hoogte de Augsburger Hütte. Tevens ligt op de grens met de Freispitzgroep op 2242 meter hoogte de Memminger Hütte.

## Bergtoppen
Benoemde bergtoppen in de Parseiergroep zijn:
- Parseierspitze, 3036 meter
- Dawinkopf, 2968 meter
- Gatschkopf, 2945 meter
- Eisenspitze, 2859 meter
- Feuerköpfe, 2827 meter
- Bankahorn, 2822 meter
- Wannenkopf, 2821 meter
- Rauer Kopf, 2811 meter
- Simeleskopf, 2804 meter
- Stertekopf, 2765 meter
- Kleinbergspitze, 2756 meter
- Hinterer Seekopf, 2718 meter
- Seeschartenspitze, 2705 meter
- Mittlerer Seekopf, 2702 meter
- Schwabenkopf, 2701 meter
- Vorderer Seekopf, 2685 meter
- Seeschartenkopf, 2664 meter
- Oberlahmspitze, 2658 meter
- Seeköpfl, 2562 meter
- Bärenscharte, 2555 meter
- Schweinrücken, 2490 meter
- Edelrautenspitze, 2450 meter
- Seekogel, 2412 meter